# Resolució 2214 del Consell de Seguretat de les Nacions Unides
La Resolució 2214 del Consell de Seguretat de les Nacions Unides fou adoptada per unanimitat el 27 de març de 2015. El Consell va prometre el suport del govern libi en la seva lluita contra els diversos grups terroristes a Líbia i va aixecar l'embargament d'armes a l'exèrcit libi.

## Contingut
Hi havia preocupació perquè cada vegada més grups terroristes a Líbia s'unien a Estat islàmic, Ansar al-Xaria i altres grups associats amb Al Qaeda. Les seves violentes idees i accions extremistes desestabilitzaven Líbia, els països veïns i la regió i provocaven patiments a la població. Els lluitadors estrangers també plantejaven un problema creixent.
Es va demanar al comitè responsable de les sancions contra Líbia que agilitzés el maneig de les sol·licituds de lliurament d'armes a les forces oficials del país per lluitar contra els grups terroristes. Era important que el govern libi rebés el suport necessari en la seva lluita contra aquests grups terroristes, i per això també necessitava armes.